# Gnathophis codoniphorus
Gnathophis codoniphorus is een straalvinnige vissensoort uit de familie van zeepalingen (Congridae). De wetenschappelijke naam van de soort is voor het eerst geldig gepubliceerd in 1972 door Maul.